# 野漆树
野漆树（学名：Rhus sylvestris）为漆树科漆树属下的一个种。

## 扩展阅读
- 維基物種上的相關：野漆树